# Yiğit Koçak
Bilal Yiğit Koçak (Samsun, 1995. október 12.  –) török színész.

## Élete
1995. október 12-én született Samsunban. Teljes neve Bilal Yiğit Koçak, és van egy húga, Sera. Az Anatolia High Schoolban tanult közgazdaságtan és pénzügy szakon. A Bahçeşehir Universityn végzett. 2022. december 4-én a "legjobb színész" kategóriába jelölték a 48th Golden Butterfly Awards díjátadó ünnepségén.

## Pályafutása

### Modellkedés
Koçak először reklámmal és modellkedéssel foglalkozott. D-Smart és KFC reklámokban debütált.

### Színészkedés
Koçak színészi tanfolyamot végzett az "Academy 3,5" -ben, és 2017 óta színészkedik a Seni Kimler Aldı című tévésorozatban, és Mehmet Çelik szerepét kezdte játszani.  2019-ben Sinan Eğilmez szerepét játszotta a Kimse Bilmez (Senki sem tudja) című sorozatban. 2020-ban Onur Pusat szerepét játszotta a Gel Dese Aşk című tévésorozatban. 2021 és 2023 között a Testvérek című tévésorozat egyik főszereplője volt, és Ömer Eren szerepét játszotta. Nagyon népszerűvé vált a TV-sorozatban játszott sikeres szerepével.
Koçaknak több mint 3 millió követője van az Instagramon.

## Filmográfia
| Év        | Sorozat          | Szerep             | Adó | Megjegyzés                          |
| --------- | ---------------- | ------------------ | --- | ----------------------------------- |
| 2017      | Seni Kimler Aldı | Mehmet Çelik       | atv | Mellékszerep                        |
| 2019      | Kimse Bilmez     | Sinan Eğılmez      | atv | Mellékszerep                        |
| 2020      | Gel Dese Aşk     | Onur Pusat         | atv | Mellékszerep                        |
| 2021–2024 | Testvérek        | Ömer Eren / Yılmaz | atv | Főszerep, magyar hangja: Pál Dániel |

## Díjak és jelölések
| Díjak | Díjak                                    | Díjak                                     | Díjak     | Díjak            | Díjak        |
| Év    | Díjátadó ünnepség                        | Kategória                                 | Tanulmány | Következtetés    | Forrás       |
| ----- | ---------------------------------------- | ----------------------------------------- | --------- | ---------------- | ------------ |
| 2021  | Nemzetközi Golden Aegean Awards          | Az év ragyogó színésze                    | Testvérek | Sablon:Nyert     | [ 8 ]        |
| 2022  | 48. Golden Butterfly Awards              | Legjobb színész                           | Testvérek | Sablon:Jelöltség | [ 9 ] [ 10 ] |
| 2023  | 49. Golden Butterfly Awards              | Legjobb színész                           | Testvérek | Sablon:Jelölés   | [ 11 ]       |
| 2023  | GQ Türkiye Az év férfiai díjak           | Az év feltörekvő sztárja                  | Testvérek | Sablon:Nyert     | [ 12 ]       |
| 2024  | Footed Newspaper Awards                  | Az év különleges teljesítménye            |           | Sablon:Nyert     | [ 13 ]       |
| 2024  | Hacettepe University Crystal Deer Awards | Az év legjobb színésze, ragyogó kristálya |           | Sablon:Nyert     |              |
| 2024  | 50. Golden Butterfly Awards              | Ragyogó csillagok                         |           | Sablon:Nyert     |              |

## Fordítás
- Ez a szócikk részben vagy egészben  a   Yiğit Koçak című török Wikipédia-szócikk ezen változatának fordításán alapul.  Az eredeti cikk szerkesztőit annak laptörténete sorolja fel. Ez a jelzés csupán a megfogalmazás eredetét és a szerzői jogokat jelzi, nem szolgál a cikkben szereplő információk forrásmegjelöléseként.